# Misty Hyman
Misty Hyman (Estados Unidos, 23 de marzo de 1979) es una nadadora estadounidense retirada especializada en pruebas de estilo mariposa, donde consiguió ser campeona olímpica en 2000 en los 200 metros.

## Carrera deportiva
En el Campeonato Mundial de Natación de 1998 celebrado en Perth (Australia), ganó la medalla de bronce en los 100 metros estilo , con un tiempo de 2:09.98 segundos, tras las australianas Susie O'Neill y Petria Thomas; dos años después, en los Juegos Olímpicos de Sídney 2000 ganó la medalla de oro en los 200 metros mariposa, con un tiempo de 2:05.88 segundos que fue récord olímpico, por delante de las australianas Susie O'Neill y Petria Thomas.